# Aristocle di Sicione
Aristocle di Sicione (Sicione, VI secolo a.C. – VI secolo a.C.) è stato uno scultore greco antico.

## Biografia
Aristocle di Sicione fu contemporaneo dello scultore Aristocle attico e quindi fu attivo nel VI secolo a.C.: bronzista di Sicione, fratello del celebre Canaco di Sicione, autore di un monumentale simulacro bronzeo di Apollo Filesio, conosciuto grazie ad una serie di riproduzioni di età romana, e poco meno stimato di lui: un tardo epigramma greco ne ricorda la statua d'una Musa, che suona il liuto, una delle tre famose Muse raffigurate a Sicione: le altre due furono eseguite da Aristocle e da Canaco.
Aristocle di Sicione insegnò in una scuola d'arte a Sicione, ed ebbe come allievi, tra gli altri, lo scultore Sinnoone.